# Christoffer Ehn
Christoffer Lars Ehn, född 5 april 1996 i Lidköping, är en svensk ishockeyspelare som spelar för Linköping HC i Svenska Hockeyligan. Ehn påbörjade sin seniorkarriär med Frölunda HC säsongen 2013/14 och säsongen 2015/16 vann han SM-guld med klubben. Under tiden i Frölunda representerade Ehn också IK Oskarshamn och BIK Karlskoga i Hockeyallsvenskan. Vid NHL Entry Draft 2014 valdes han i den fjärde rundan som 106:e spelare totalt av Detroit Red Wings, vilka han debuterade för 2018. Han spelade också ett antal matcher för Red Wings farmarlag Grand Rapids Griffins i AHL.
Efter två säsonger i Nordamerika återvände Ehn till Frölunda säsongen 2020/21. Sedan maj 2021 tillhör han Linköping HC.
Som junior representerade Ehn Sverige vid två JVM och ett U18-VM. Säsongen 2014/15 tog han ett SM-silver med Frölunda HC J20.

## Karriär

### Klubblag

#### 2013–2021: Frölunda HC och Detroit Red Wings
Ehn påbörjade sin ishockeykarriär i moderklubben Skara IK. Efter att ha tillbringat säsongen 2011/12 med Skövde IK:s ungdoms- och juniorlag bekräftades det i maj 2012 att Ehn lämnat Skövde för spel i Frölunda HC:s juniorverksamhet. Under sin andra säsong i Frölunda tog han ett U18-brons med klubben och gjorde också SHL-debut med Frölunda seniorlag den 4 februari 2014 i en match mot Luleå HF. Totalt spelade han två matcher i SHL under säsongens gång. Under sommaren 2014 draftades Ehn i den fjärde rundan av Detroit Red Wings som 106:e spelare totalt.
Inför säsongen 2014/15 utsågs Ehn till lagkapten för Frölunda J20. Laget tog sig till final i J20 SuperElit där man dock föll och därför tilldelades en silvermedalj. Under säsongens gång spelade Ehn också fyra matcher för IK Oskarshamn i Hockeyallsvenskan, dit han blev utlånad i januari 2015. Han spelade totalt fyra matcher för Oskarshamn och gjorde debut i Hockeyallsvenskan den 27 januari 2015. Utöver detta spelade han också sex grundseriematcher för Frölunda i SHL och fick sedan förtroende att spela i tio slutspelsmatcher där laget dock slogs ut i semifinalserien mot Växjö Lakers HC med 4–2 i matcher.
Den 20 april 2015 meddelades det att Ehn skrivit ett tvåårsavtal med Frölunda HC. Månaden därpå, den 22 maj, meddelade klubben att man skulle komma att låna ut Ehn till BIK Karlskoga i Hockeyallsvenskan. I grundseriens sjätte omgång gjorde han sitt första mål i Hockeyallsvenskan, på Jonas Johansson, i en 3–5-förlust mot Almtuna IS. Ehn spelade totalt 13 matcher för Karlskoga där han stod för två mål och tre assist. I mitten av oktober 2015 återvände han till Frölunda, där han tillbringade större delen av återstoden av säsongen. Han spelade 37 matcher av grundserien och noterades för två assistpoäng. Frölunda slutade på andra plats i grundserietabellen och tog sig sedan till final i SM-slutspelet, där man besegrade Skellefteå AIK med 4–1 i matcher.
Säsongen 2016/17 var Ehns första från start som ordinarie i Frölunda. Den 18 oktober 2016 gjorde han sitt första SHL-mål, i öppen bur, då han fastställde slutresultat till 4–2 i en segermatch mot Örebro HK. Kort därefter, den 2 december samma år, förlängde han sitt avtal med Frölunda med ytterligare två säsonger. Han var den enda i laget som spelade samtliga 52 matcher av grundserien där han stod för 13 poäng, varav fyra mål. I SM-slutspelet slogs Frölunda ut i semifinal av Brynäs IF med 4–3 i matcher. Kort efter säsongens slut tillkännagavs det den 20 april 2017 att Ehn skrivit ett treårsavtal med Detroit Red Wings i NHL. Den följande säsongen lånades dock Ehn ut till Frölunda och den kom också att bli hans poängmässigt bästa dittills. På 50 grundseriematcher noterades han för 17 poäng (sju mål, tio assist). Frölunda slogs dock ut i SM-slutspelet i kvartsfinalserien mot Malmö Redhawks med 4–2.
Säsongen 2018/19 inledde Ehn med Detroit Red Wings i NHL. Han gjorde NHL-debut den 4 oktober 2018 i en 3–2-förlust mot Columbus Blue Jackets. Senare samma månad blev han nedskickad till Red Wings farmarlag Grand Rapids Griffins i AHL, där han gjorde debut den 26 oktober i en 5–3-förlust mot Belleville Senators. Den 3 november 2018 gjorde Ehn sitt första mål i AHL, på Troy Grosenick, i en 2–1-seger mot Milwaukee Admirals. I slutet av november samma år blev han återkallad till Red Wings och tillbringade större delen av resten av säsongen i NHL. Den 23 december 2018 gjorde han sitt första NHL-mål, på Garret Sparks, i en 5–4-förlust mot Toronto Maple Leafs. Ehn spelade totalt 60 grundseriematcher i NHL och noterades för tre mål och sex assistpoäng. I AHL spelade han 22 matcher för Griffins där han gjorde totalt nio poäng. Under sin andra säsong i Nordamerika spelade Ehn endast för Red Wings. På 54 grundseriematcher noterades han för två mål och två assistpoäng.
Efter två säsonger i Nordamerika meddelades det den 6 november 2020 att Ehn återvänt till Sverige för spel med Frölunda HC återstoden av säsongen. På 34 grundseriematcher stod Ehn för nio poäng och var den spelare i laget som ådrog sig flest utvisningsminuter (60).

#### 2021–idag: Linköping HC
Den 11 maj 2021 meddelades det att Ehn skrivit ett treårsavtal med Linköping HC. I sin första säsong med klubben slog han sitt personliga poängrekord över en säsong i SHL då han på 50 matcher noterades för 18 poäng (nio mål, nio assist). Under sin andra säsong i Linköping ådrog han sig ett matchstraff efter 49 sekunders spel i en match mot Brynäs IF den 1 december 2022. Han missade därefter de fyra följande grundseriematcherna då han blivit avstängd från spel av SHL:s disciplinnämnd. I sin återkomst signerade Ehn en treårig kontraktsförlängning med Linköping på isen i Saab Arena precis innan en match mot IK Oskarshamn den 28 december. Den följande månaden, den 7 januari 2023, stod Ehn för sitt första hat trick i SHL då Skellefteå AIK besegrades med 4–7. På 47 grundseriematcher stod han för 21 poäng, varav elva mål.
Ehn spelade samtliga matcher av grundserien säsongen 2023/24. På 52 matcher noterades han för 17 poäng (4 mål, 13 assist). Linköping slutade på sjätte plats i grundserien och slogs sedan ut i kvartsfinalserien mot Skellefteå AIK med 4–0 i matcher. Säsongen 2024/25 var Ehn poängmässigt bästa dittills på seniornivå. Han spelade samtliga 52 grundseriematcher och stod för 14 mål och lika många assistpoäng. Utöver detta var han också den i laget som hade bäst plus/minus-statistik (10).

### Landslag
2014 representerade Ehn Sverige när U18-VM avgjordes i Finland. Sverige besegrade Finland med hela 10–0 i kvartsfinal, men förlorade sedan semifinalen mot USA. Sverige förlorade även i bronsmatchen och man slutade därmed på fjärde plats i turneringen. På sju spelade matcher noterades Ehn för tre assistpoäng.
Ehn var uttagen till Sveriges trupp till JVM 2015. Sverige slutade på fjärde plats i turneringen efter förlust i semifinalen mot Slovakien med 4–2. På sju matcher noterades Ehn för två assistpoäng. JVM i Finland 2016 blev Ehns andra och sista JVM. Sverige tog sig återigen till semifinal, där man föll med 1–2 mot värdnationen Finland. I bronsmatchen blev laget utklassat av USA, som vann med 8–3. På sju matcher stod Ehn för ett mål och en assist.

## Statistik

### Klubbkarriär
| 2013–14    | Frölunda HC           | SHL        | 2   | 0  | 0  | 0   | 0   | —  | — | — | — | —  |
| 2014–15    | Frölunda HC           | SHL        | 6   | 0  | 0  | 0   | 2   | 10 | 0 | 0 | 0 | 2  |
| 2014–15    | IK Oskarshamn         | HA         | 4   | 0  | 0  | 0   | 0   | —  | — | — | — | —  |
| 2015–16    | BIK Karlskoga         | HA         | 13  | 2  | 3  | 5   | 8   | —  | — | — | — | —  |
| 2015–16    | Frölunda HC           | SHL        | 37  | 0  | 2  | 2   | 2   | 16 | 0 | 1 | 1 | 0  |
| 2016–17    | Frölunda HC           | SHL        | 52  | 4  | 9  | 13  | 10  | 14 | 1 | 1 | 2 | 4  |
| 2017–18    | Frölunda HC           | SHL        | 50  | 7  | 10 | 17  | 24  | 6  | 0 | 0 | 0 | 0  |
| 2018–19    | Detroit Red Wings     | NHL        | 60  | 3  | 6  | 9   | 6   | —  | — | — | — | —  |
| 2018–19    | Grand Rapids Griffins | AHL        | 17  | 2  | 5  | 7   | 8   | 5  | 0 | 2 | 2 | 2  |
| 2019–20    | Detroit Red Wings     | NHL        | 54  | 2  | 2  | 4   | 2   | —  | — | — | — | —  |
| 2020–21    | Frölunda HC           | SHL        | 34  | 4  | 5  | 9   | 60  | 7  | 1 | 0 | 1 | 4  |
| 2021–22    | Linköping HC          | SHL        | 50  | 9  | 9  | 18  | 10  | —  | — | — | — | —  |
| 2022–23    | Linköping HC          | SHL        | 47  | 11 | 10 | 21  | 35  | —  | — | — | — | —  |
| 2023–24    | Linköping HC          | SHL        | 52  | 4  | 13 | 17  | 14  | 4  | 0 | 0 | 0 | 0  |
| 2024–25    | Linköping HC          | SHL        | 52  | 14 | 14 | 28  | 4   | —  | — | — | — | —  |
| SHL totalt | SHL totalt            | SHL totalt | 382 | 53 | 72 | 125 | 161 | 57 | 2 | 2 | 4 | 10 |
| NHL totalt | NHL totalt            | NHL totalt | 114 | 5  | 8  | 13  | 8   | —  | — | — | — | —  |

### Internationellt
| År            | Lag           | Turnering     | Matcher | Mål | Assists | Poäng | Utv. |
| ------------- | ------------- | ------------- | ------- | --- | ------- | ----- | ---- |
| 2014          | Sverige U18   | U18-VM        | 7       | 0   | 3       | 3     | 0    |
| 2015          | Sverige J20   | JVM           | 7       | 0   | 2       | 2     | 2    |
| 2016          | Sverige J20   | JVM           | 7       | 1   | 1       | 2     | 2    |
| Junior totalt | Junior totalt | Junior totalt | 21      | 1   | 6       | 7     | 4    |